# Craspedonta laotica
Craspedonta laotica es un coleóptero de la familia Chrysomelidae.
Fue descrita científicamente en 2000 por Swietojanska & Borowiec.